# OMO Ilinden - Pirin
OMO “Ilinden” - Pirin (en bulgare: Обединена македонска организация: Илинден–Пирин et en macédonien Обединета македонска организација: Илинден–Пирин, litt. Organisation macédonienne unie (OMO)) est un parti politique macédonien en Bulgarie dont l'objectif est la protection des droits de l'homme, de la langue et de la nation macédonienne en Bulgarie et tout particulièrement en Macédoine du Pirin. En Bulgarie ce mouvement est considéré comme séparatiste et financé par l'étranger.
Enregistré comme parti politique en 1999, l'OMO a participé aux élections municipales la même année, en obtenant environ 3 000 voix dans l'oblast de Blagoevgrad ou Macédoine du Pirin), dans le même ordre que le nombre de personnes qui sont déclarées macédoniennes lors du recensement de 2001 (3 100).
Le 29 février 2000, par décision de la Cour constitutionnelle bulgare, l'OMO est interdit de participer au système politique bulgare en raison du séparatisme. Le 25 novembre 2000, la Cour européenne des droits de l'homme de Strasbourg a condamné la Bulgarie (liberté de réunion et d'association).
L'OMO fait partie de l'Alliance libre européenne depuis avril 2007.

## Note
1. ↑  http://www.bghelsinki.org/press/2005/10_20e.htm Deux arrêts de la Cour constatent que la Bulgarie a délibérément violé la liberté de réunion et d'association.